# Liste des centrales électriques en Égypte
Cette page répertorie les centrales électriques en Égypte .

## Capacité installée et production annuelle
En 2016, l' Égypte s'est classée 23e en termes de capacité installée avec 45,12 GW et 22e en termes de production annuelle avec 183,5 milliards de  kWh. Le degré d'électrification était de 99,6% en 2013 (100% dans les villes et 99,3% dans les zones rurales).
En mai 2019, la capacité totale installée des énergies renouvelables est de 6 GW , dont environ 2 GW éolien et solaire et environ 4 GW hydroélectrique.

## Liste de centrales par type d'énergie

### Gaz
| Nom                                    | Opérateur | Gouvernorat    | Type      | Capacité (MW) | Date de commission          | Réf.  |
| -------------------------------------- | --------- | -------------- | --------- | ------------- | --------------------------- | ----- |
| Centrale électrique de Beni Suef       | UEEPC     | Beni Suef      | CCGT      | 4 800         | 2018                        | [ 3 ] |
| Centrale électrique de Burullus        | MDEPC     | Kafr El Sheikh | CCGT      | 4 800         | 2018                        |       |
| Nouvelle centrale électrique           | CEPC      | Caire          | CCGT      | 4 800         | 2018                        |       |
| Centrale électrique du Nord du Caire   | CEPC      | Caire          | CCGT      | 1 500         | Étape 1: 2004 Étape 2: 2007 | .     |
| Centrale électrique de Damiette        | EDEPC     | Damiette       | CCGT      | 1 200         | 1989                        |       |
| Centrale électrique d'El Atf           | MDEPC     | Kafr El Sheikh | CCGT      | 750           | 2006                        |       |
| Centrale électrique d'El Kureimat      | UEEPC     | Minya          | CCGT ISCC | 3.000         | Étape 1: 2008 Étape 2: 2010 |       |
| Centrale électrique d'El Nubaria       | MDEPC     | Alexandrie     | CCGT      | 2,250         | Étape 1: 2005 Étape 2: 2010 |       |
| Centrale électrique d'Hurghada         | EDEPC     | mer Rouge      | CCGT      | 143           | 2002                        |       |
| Centrale électrique de Sidi Krir       | WDEPC     | Alexandrie     | CCGT      | 750           | 2000                        |       |
| Centrale électrique de Talkha          | MDEPC     | Dakahlia       | CCGT      | 290           | 1979                        |       |
| Nouvelle centrale électrique de Talkha | MDEPC     | Dakahlia       | CCGT      | 750           | 2007                        |       |

### Hydro-électrique
| Nom                    | Gouvernorat | Type       | Capacité (MW) | Date de commission | Réf. |
| ---------------------- | ----------- | ---------- | ------------- | ------------------ | ---- |
| Barrage d'Assouan      | Assouan     | Digue      | 2 100         | 1970               |      |
| Barrage d'Assouan      | Assouan     | La gravité | 592           | 1960               |      |
| Barrage de Nag Hammadi | Qena        | La gravité | 64            | 2008               |      |

### Nucléaire
| Nom                           | Opérateur | Gouvernorat | Type de réacteur | Capacité (MW) | Date de commission | Réf. |
| ----------------------------- | --------- | ----------- | ---------------- | ------------- | ------------------ | ---- |
| Centrale nucléaire d'El Dabaa |           | Matrouh     | VVER-1200        | 4 800         | 2026 (attendu)     |      |

### Thermique au fioul et au gaz
| Nom                                | Opérateur | Gouvernorat | Type      | Capacité (MW) | Date de commission | Réf. |
| ---------------------------------- | --------- | ----------- | --------- | ------------- | ------------------ | ---- |
| Centrale électrique d'El Tebbin    |           | Caire       | Thermique | 700           | 2010               |      |
| Centrale électrique d'Abou Qir     |           | Alexandrie  |           | 930           | 1991               |      |
| Centrale électrique d'Ain Sokhna   |           | Suez        |           | 1 300         | 2014               |      |
| Centrale électrique du Caire Ouest |           | Gizeh       |           | 1 360         | 2010               |      |

### Solaire
| Nom                    | Opérateur | Gouvernorat | Type                    | Capacité (MW) | Date de commission | Réf.  |
| ---------------------- | --------- | ----------- | ----------------------- | ------------- | ------------------ | ----- |
| Parc solaire de Benban | NREA      | Assouan     | Centrale photovoltaïque | 1,650         | 2019               | [ 6 ] |